# هانیا یاناگیهارا
هانیا یاناگیهارا (زادهٔ ۱۹۷۴) نویسنده، ویراستار و نویسنده موضوعات سفر اهل کشور آمریکا است. او در هاوایی بزرگ شد. شهرت او بیشتر به خاطر رمان پرفروش یک زندگی کوچک است که در فهرست نهایی جایزه بوکر سال ۲۰۱۵ قرار گرفت. او همچنین به عنوان سردبیر ارشد مجله تی نیز فعالیت می‌کند.

## اوایل زندگی
هانیا یاناگیهارا در سال ۱۹۷۴ در لس آنجلس متولد شد. پدر او، هماتولوژیست و انکولوژیست است. نام پدرش رونالد یاناگیهارا است و اهل هاوایی است و مادرش در سئول متولد شده است. یاناگیهارا از طرف پدر، دارای‌تبار ژاپنی و از طرف مادر، دارای‌تبار کره‌ای است. در کودکی، یاناگیهارا به همراه خانواده‌اش به‌طور مداوم نقل مکان می‌کرد و در هاوایی، نیویورک، مریلند، کالیفرنیا و تگزاس زندگی کرد. او در مدرسه پوناهو در هاوایی تحصیل کرد و در سال ۱۹۹۵ از کالج اسمیت فارغ‌التحصیل شد.
یاناگیهارا گفته است که پدرش در دوران کودکی او را با آثار فیلیپ راث و همچنین «نویسندگان بریتانیایی یک نسل خاص» مانند آنیتا بروکنر، آیریس مرداک و باربارا پیم آشنا کرده است. او دربارهٔ پیم و بروکنر گفته است: «نگاه آن‌ها به حرفه نویسندگی با شک و تردید همراه است، چیزی که نویسندگان مرد هم‌نسلشان نداشتند، نوعی حساب‌وکتاب متافیزیکی دربارهٔ این‌که نوشتن واقعاً چه تأثیری بر جهان دارد». او همچنین گفته است که «نویسندگان معاصر مورد علاقه‌ام هیلاری منتل، کازوئو ایشی‌گورو و جان بنویل هستند».

## حرفه

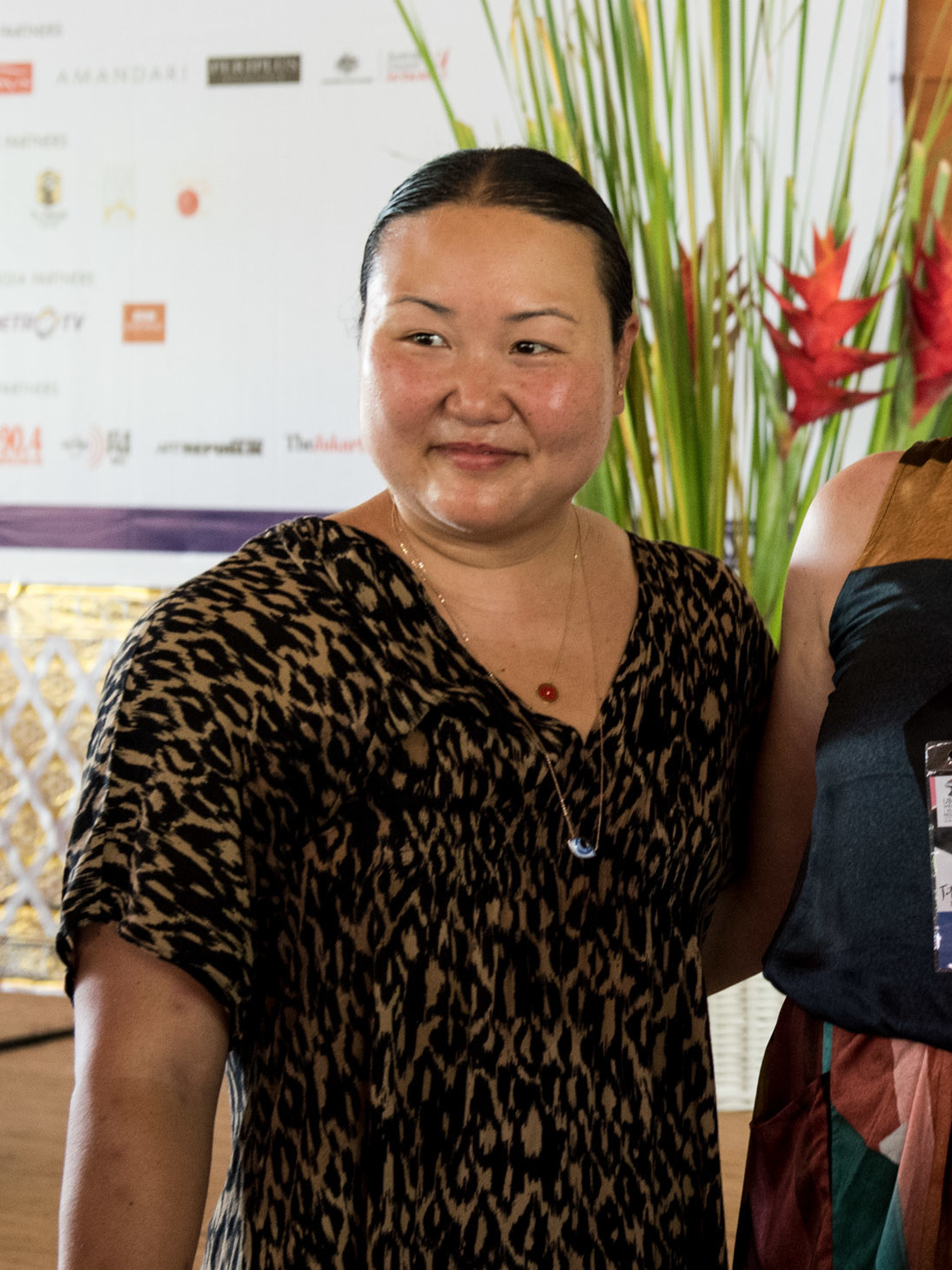
هانیا یاناگیهارا

پس از فارغ‌التحصیلی، یاناگیهارا به نیویورک نقل مکان کرد و چندین سال به عنوان مسئول روابط عمومی کار کرد. او به عنوان نویسنده و ویراستار برای مجله کانده نست تراولر فعالیت داشت.
اولین رمان او، مردم درختان، که تا حدی بر اساس پرونده واقعی ویروس‌شناس دنیل کارلتون گایدوژک نوشته شده بود، به‌عنوان یکی از بهترین رمان‌های سال ۲۰۱۳ تحسین شد.
رمان زندگی کوچک یاناگیهارا در ۱۰ مارس ۲۰۱۵ منتشر شد و با تحسین گسترده‌ای روبه‌رو شد. این کتاب در فهرست نهایی جایزه بوکر در سال ۲۰۱۵ قرار گرفت، در سال ۲۰۱۶ برای «جایزه زنان داستان‌نویس» نامزد شد و برنده جایزه کرکوس در سال ۲۰۱۵ شد. یاناگیهارا همچنین به‌عنوان یکی از فینالیست‌های جایزه ملی کتاب در بخش داستان در سال ۲۰۱۵ انتخاب شد. برخلاف انتظار ویراستار، نماینده ادبی یاناگیهارا و حتی خود نویسنده، این کتاب به فروش بسیاری دست یافت.
یاناگیهارا نوشتن این کتاب را به‌عنوان تجربه‌ای توصیف کرده است که در بهترین حالت مانند موج‌سواری باشکوه بوده است؛ او این تجربه را احساسی همچون «حمل شدن بر امواج چیزی که خودم نمی‌توانستم آن را خلق کنم اما خوش‌شانس بودم که برای لحظه‌ای آن را به‌دست آوردم» توصیف کرده است. او می‌گوید: «در بدترین حالت، احساس می‌کردم که در حال از دست دادن کنترل بر کتاب هستم. این احساس عجیبی بود، مثل کسانی که وقتی یک ببر یا شیر را در کودکی به سرپرستی می‌گیرند، اما بعدها با وحشت و شگفتی می‌بینند که حیوان بالغ‌شده علیه‌شان واکنش نشان می‌دهد».
در سال ۲۰۱۵، او مجله کانده نست را ترک کرد و به‌عنوان معاون سردبیر در مجله تی: مجله نیویورک تایمز مشغول به کار شد. پس از موفقیت کتاب دومش، تصمیم او برای پذیرفتن این شغل در صنعت نشر، بسیاری را شگفت‌زده کرد. یاناگیهارا در سال ۲۰۱۷ به سردبیری تی منصوب شد.
سومین رمان او، به سوی بهشت، در ۱۱ ژانویه ۲۰۲۲ منتشر شد و به صدر فهرست پرفروش‌های نیویورک تایمز رسید.